# Rezerwat przyrody Polder Sątopy-Samulewo
Rezerwat przyrody Polder Sątopy-Samulewo – faunistyczny rezerwat przyrody w gminie Bisztynek, w powiecie bartoszyckim, w województwie warmińsko-mazurskim.
Został powołany w 2009 roku (Dz. Urz. Woj. Warm.-Maz. z 2009 r. Nr 166, poz. 2325) i zajmuje powierzchnię 333,3 ha z otuliną o powierzchni 793 ha. Wcześniej ten sam obszar był objęty ochroną jako użytek ekologiczny.
Celem ochrony jest zachowanie rozlewiska w widłach rzek Sajny i Rynu, stanowiącego lęgowisko licznych gatunków ptaków wodno-błotnych oraz miejsca koncentracji ptaków w okresie jesiennych i wiosennych migracji. Polder rozciąga się pomiędzy miejscowościami Sątopy-Samulewo a Pleśno.
Rezerwat jest położony w obrębie projektowanego obszaru Natura 2000 „Polder Sątopy-Samulewo” PL160 OSO o powierzchni 1425 ha.